# Howard Keel
Harold Clifford Keel (Gillespie, Illinois; 13 de abril de 1919 - Palm Desert, California; 7 de noviembre de 2004), más conocido como Howard Keel, fue un actor estadounidense.

## Inicios
Nació en Gillespie, Illinois. Sus padres eran Homer Keel y Grace Osterkamp Keel. Pasó su infancia en la pobreza. Tras la muerte de su padre en 1930, él y su madre se trasladaron a California, donde se graduó en la Fallbrook High School a los 17 años, y trabajó en diversas ocupaciones hasta llegar a la Douglas Aircraft Company, empresa para la que fue viajante comercial.
A los veinte años, su casera le escuchó cantar por casualidad, y le estimuló para tomar lecciones de canto. Admiraba al gran barítono Lawrence Tibbett, y Howard más tarde declararía que una de sus mayores decepciones fue que su voz fuera de basso cantante. No obstante, su primera actuación en público llegó en el verano de 1941 interpretando el papel del profeta Samuel en el oratorio de Georg Friedrich Händel Saúl y David (cantando un dueto con el bajo barítono George London).
En 1943, Harold conoció y se casó con su primera esposa, la actriz Rosemary Cooper. En 1945 fue suplente de John Raitt en el éxito de Broadway Carousel, antes de ser designado para trabajar en Oklahoma! de Richard Rodgers y Oscar Hammerstein II. Fue durante este tiempo cuando consiguió algo nunca repetido: actuó en el papel principal de ambas obras en un mismo día.
En 1947 Oklahoma! fue el primer musical americano de la postguerra en viajar a Londres, Inglaterra, y Harold fue con la función. La noche del estreno, 30 de abril, en el Teatro Drury Lane, la audiencia (entre la cual se encontraba la futura Isabel II del Reino Unido) pidió catorce bises. Harold Keel fue aclamado como una gran estrella y su fama se extendió por el West End. 
Durante su estancia en Londres, el matrimonio de Harold y Rosemary acabó en divorcio, y Harold se enamoró de una corista de la obra, la bailarina Helen Anderson. Se casaron en enero de 1949 y, un año después, Harold - ahora llamado Howard – y su esposa fueron padres de una niña, Kaija. 
Todavía viviendo en Londres, Keel debutó en el cine como Howard Keel con la película de la productora de Elstree British Lion, The Small Voice (1948), estrenada en los EE. UU. como Hideout, y en la cual interpretaba a un preso fugado, que asaltaba a un dramaturgo y a su esposa en su casa de la campiña inglesa. 
Otros títulos de Broadway son Saratoga, No Strings, y Ambasador. Actuó en el teatro The Muny de San Luis (Misuri) en los papeles del General Waverly en White Christmas (2000), Henry Higgins en My Fair Lady (1996); Emile de Becque en South Pacific (1992), y Adam en Siete novias para siete hermanos (1978).

### Años con la MGM
Del West End de Londres, Howard pasó a la Metro-Goldwyn-Mayer, haciendo su debut en un film musical con el papel de Frank Butler en Annie Get Your Gun (La reina del Oeste).
La carrera de Howard con la MGM fue frustrante. Parecía que MGM nunca supo qué hacer exactamente con él. Aparte de papeles bien remunerados en las películas Show Boat (Magnolia), Kiss Me, Kate, Siete novias para siete hermanos, y Kismet, se vio forzado a trabajar en diferentes musicales de escaso valor y en títulos de serie B. En préstamo con la Warner Bros, interpretó a Wild Bill Hickok en Calamity Jane, un musical muy popular, ganador de un Oscar y filmado en 1953, protagonizado por Doris Day en uno de sus papeles más famosos para la pantalla. Esta película fue la respuesta de la Warner a Annie Get Your Gun, y la película de la cual surgió el gran éxito musical "Secret Love".
En 1952 Howard y Helen tuvieron una hija, Kirstine, y en 1955 un hijo, Gunnar. Poco tiempo después, Keel se vio liberado de su contrato y pudo volver a su primera pasión, el teatro.

### Años sesenta y setenta
Tristemente, al cambiar los gustos americanos por el entretenimiento, se hizo cada vez más difícil encontrar nuevos trabajos. Los años sesenta le dieron pocas oportunidades para el avance de su carrera, por lo cual trabajó en clubes nocturnos, western de serie B y teatro de verano. Debido a la tensión, Howard empezó a beber demasiado, por lo que su matrimonio con Helen fracasó. Se divorciaron en 1970. 
A pesar de todo, 1970 no fue un mal año para Keel. Conoció a la azafata de 25 años Judy Magamoll, que nunca había oído hablar de él. Tras algunas dudas por la diferencia de edad, iniciaron una relación y, finalmente, se casaron en diciembre de ese año. A partir de ese momento cesaron sus problemas con la bebida. Retomó su rutina en los clubes, en los cabarets y en el teatro veraniego, acompañado de su nueva esposa, y en 1971-72 actuó brevemente en representaciones en el West End y en Broadway del fracasado musical Ambassador. En 1974, a los 55 años, tuvo otra hija, Leslie Grace.

### The Love Boat,Dallas, y su revitalizada carrera
Howard siguió viajando, junto a su mujer y a su hija, pero en 1980, cansado de buscar trabajo, se trasladó a Oklahoma, con la intención de trabajar para una petrolera. Nada más afincarse, le llamaron para ir a California a actuar con Jane Powell -su compañera en Siete novias para siete hermanos- en un episodio de The Love Boat. Estando allí, le llamaron los productores de la serie Dallas. Tras varios cameos, Howard se unió de manera permanente a la serie interpretando a Clayton Farlow, con lo cual su carrera consiguió una popularidad nunca antes alcanzada.

### Carrera discográfica
Con su fama recuperada, Howard inició su carrera discográfica en solitario a los 64 años, al mismo tiempo que una exitosa serie de conciertos en el Reino Unido. Estrenó un álbum en 1984 llamado "With Love", que no tuvo grandes ventas, lo que indicaba que aunque el público americano le apreciaba por su trabajo televisivo, no iba a conseguir su anterior fama.
Tras su trabajo en Dallas continuó cantando, manteniendo su voz en buena forma. En 1994, él y Judy se trasladaron a Palm Desert, California. La pareja fue muy activa en actos caritativos, ayudando a su comunidad y ganándose el aprecio de los residentes. En particular, hasta el año de su muerte asistió al anual Howard Keel Golf Classic en el Club Mere Golf en Cheshire, Inglaterra, el cual proveía fondos para la National Society for the Prevention of Cruelty to Children (NSPCC).

## Muerte
Howard Keel falleció en su domicilio en Palm Desert (California) el 7 de noviembre de 2004, seis semanas después de habérsele diagnosticado un cáncer de colon. Fue incinerado y sus cenizas se dispersaron en sus lugares favoritos, incluyendo el Club Mere Golf, el Aeropuerto Internacional de Liverpool, y Toscana, Italia.
Howard Keel es el padre del director de producción Leslie Keel y abuelo de los actores Mico Olmos y Bodie Olmos.

## Filmografía
- The Small Voice (1948)
- La reina del Oeste (Annie Get Your Gun, 1950)
- Pagan Love Song (1950)
- Tres hombres llamados Mike (Three Guys Named Mike, 1951)
- Magnolia (Show Boat, 1951)
- Más allá del ancho río / del Misuri (Across the Wide Missouri, 1951) —narrador, sin acreditar
- Carnaval en Texas (Texas Carnival, 1951)
- Callaway Went Thataway (1951)
- Desperate Search (1952)
- El amor nació en París (Lovely to Look At, 1952)
- The Hoaxters (1952) —narrador
- Fast Company (1953)
- Una vida por otra (Ride, Vaquero!, 1953)
- Doris Day en el Oeste / La liga de oro (Calamity Jane, 1953)
- Bésame, Kate (Kiss Me, Kate, 1953)
- Rose Marie (1954)
- Siete novias para siete hermanos (Seven Brides for Seven Brothers, 1954)
- Profundamente en mi corazón Deep in My Heart, 1954)
- La amada de Júpiter (Jupiter's Darling, 1955)
- Un extraño en el paraíso (Kismet, 1955)
- Oleadas de terror (Floods of Fear, 1959)
- El gran pescador / El pescador de Galilea (The Big Fisherman, 1959)
- Armored Command (1961)
- La amenaza verde / La semilla del espacio (The Day of the Triffids, 1962)
- El hombre de Button Willow (The Man from Button Willow, 1965) —vocalista, sin acreditar
- Waco (1966)
- Tomahawk rojo (Red Tomahawk, 1967)
- Ataque al carro blindado (The War Wagon, 1967)
- Arizona (Arizona Bushwhackers, 1968)
- That's Entertainment! III (1994)
- My Father's House (2002)